# Jeune Délinquant
Jeune Délinquant est une série télévisée québécoise d'anthologie de type documentaire dramatisé en cinq parties de 50 minutes diffusée du 28 septembre au 26 octobre 1980 à la Télévision de Radio-Canada dans Les Beaux Dimanches.

## Fiche technique
- Scénarisation : Robert Gurik
- Réalisation : Jean-Paul Fugère
- Société de production : Société Radio-Canada

## Distribution
Épisode Le Parking :
- Marc Béland : Richard
- Yves Desgagnés : Reggie
- Johanne Fontaine : Ginette
- Béatrix Van Til : Lise
- Stéphane L'Écuyer : Denis
- Gilles Pelletier : M. Monette
- Hélène Loiselle : Mme Monette
- Frédérique Collin : l'avocate
- Gilles Rochette : le juge
- Victor Désy : l'épicier
- Colette Courtois : l'épicière
- Gilbert Lepage : l'éducateur
- Robert Marien : le potier
- Normand D'Aoust : Jean
- Denis Larocque : Claude

Épisode Un dialogue de sourds :
- Lothaire Bluteau : Daniel
- André Gosselin : Gilles
- Gilbert Dumas : Raoul
- Danielle Fichaud : Denise
- Charlotte Boisjoli : Mme Giguère
- Amulette Garneau : Mme Benoit
- Frédérique Collin : l'avocate
- Gilles Renaud : l'agent Bilodeau
- André Thérien : le pusher
- José Rettino : le receleur
- Gaétan Lafrance et Normand Lafrance : les cascadeurs

Épisode Trésor :
- Johanne Fontaine : Ginette
- Lucie Saint-Cyr : Raymonde
- Michel Forgues : Léo
- Marcel Leboeuf : Roger
- Sophie Clément : Mme Poirier
- Mariette Duval : Mme Paquin
- Guy Nadon : Henri
- Éric Gaudry : Gilbert
- Christiane Raymond : la travailleuse sociale
- Pierre Daigneault : le concierge
- Sylvie Gosselin : Johanne

Épisode Le Collège :
- Les Éducateurs :
  - Pierre Claveau
  - Normand Lévesque
  - Gilbert Lepage
  - Paul Savoie
  - Sophie Sénécal

- Les Garçons :
  - Marc Béland : Richard
  - Lothaire Bluteau : Daniel
  - Christian Bordeleau : Germain
  - Normand D'Aoust : Jean
  - Denis Larocque : Claude
  - Carl Béchard
  - Yves Fortin
  - Normand Brathwaite : Gérard
  - Denis Bouchard
  - Denis Brassard

- Les Filles :
  - Sylvie Beauregard
  - Julie Vincent
  - Lisette Dufour
  - Markita Boies
  - Martine Rousseau
  - Danielle Frappier
  - Suzanne Bouchard
  - Louise Bombardier
  - Diane Bouchard

Épisode Les Jardiniers de la mauvaise herbe :
- Marc Béland : Richard
- Lothaire Bluteau : Daniel
- Johanne Fontaine : Ginette
- Lucie Saint-Cyr : Raymonde
- Gilbert Dumas : Raoul
- André Thérien : le pusher
- Guy Nadon : Henri
- Danielle Fichaud : Denise
- Christian Bordeleau : Germain
- Normand Brathwaite : Gérard
- Normand D'Aoust : Jean
- Yves Desgagnés : Reggie
- André Gosselin : Gilles
- Denis Larocque : Claude
- Christiane Raymond : la travailleuse sociale
- Frédérique Collin : l'avocate
- Carmen Tremblay : Carmen
- Hélène Loiselle : Mme Monette
- Gilles Pelletier : M. Monette
- Gilbert Lepage, Normand Lévesque et Pierre Claveau : éducateurs
- Gilles Rochette : le juge
- Gilles Renaud : l'agent Bilodeau
- Victor Désy : l'épicier
- Claude Grisé : 1er garagiste
- Aubert Pallascio : 2e garagiste